# 佩頓維爾 (伊利諾伊州)
佩頓維爾（英語：Paytonville）是位於美國伊利諾伊州格蘭迪縣的一個非建制地區。該地的面積和人口皆未知。

## 地理
佩頓維爾的座標為41°20′10″N 88°25′52″W / 41.33611°N 88.43111°W，而該地的平均海拔高度為157米（即515英尺）。